# Jorge Errázuriz
Jorge Errázuriz Tagle (Rancagua, 21 de octubre de 1870 - Santiago de Chile, 29 de junio de 1922) fue un político y abogado chileno.

## Primeros años de vida
Era hijo de don Fernando Errázuriz Ovalle y doña Dolores Tagle Plaza de los Reyes. Casado con Gabriela Echeñique Zegers.
Estudió en el Colegio de los Padres Franceses de Santiago y en la Universidad de Chile, donde se graduó de abogado en 1899. Su tesis de grado versó sobre “El Desarrollo Histórico de Nuestra Cuestión Social”.

## Vida política
Secretario de la Intendencia de Santiago en 1906 y Ministro de la Corte de Apelaciones de Santiago, en 1910. Ingresó en esa época al Partido Liberal.
Elegido Diputado por Caupolicán por dos períodos consecutivos (1915-1921). Integró en ambas oportunidades la Comisión de Legislación y Justicia y la de Legislación Social. En el segundo período de Diputado ocupó la segunda Vicepresidencia de la Cámara de Diputados.
Senador por Colchagua (1921-1927). Integró la Comisión de Legislación y Justicia y la de Obras Públicas y Colonización.
Falleció en junio de 1922, siendo reemplazado por Eduardo Opazo Letelier (liberal).